# Reliant Astrodome

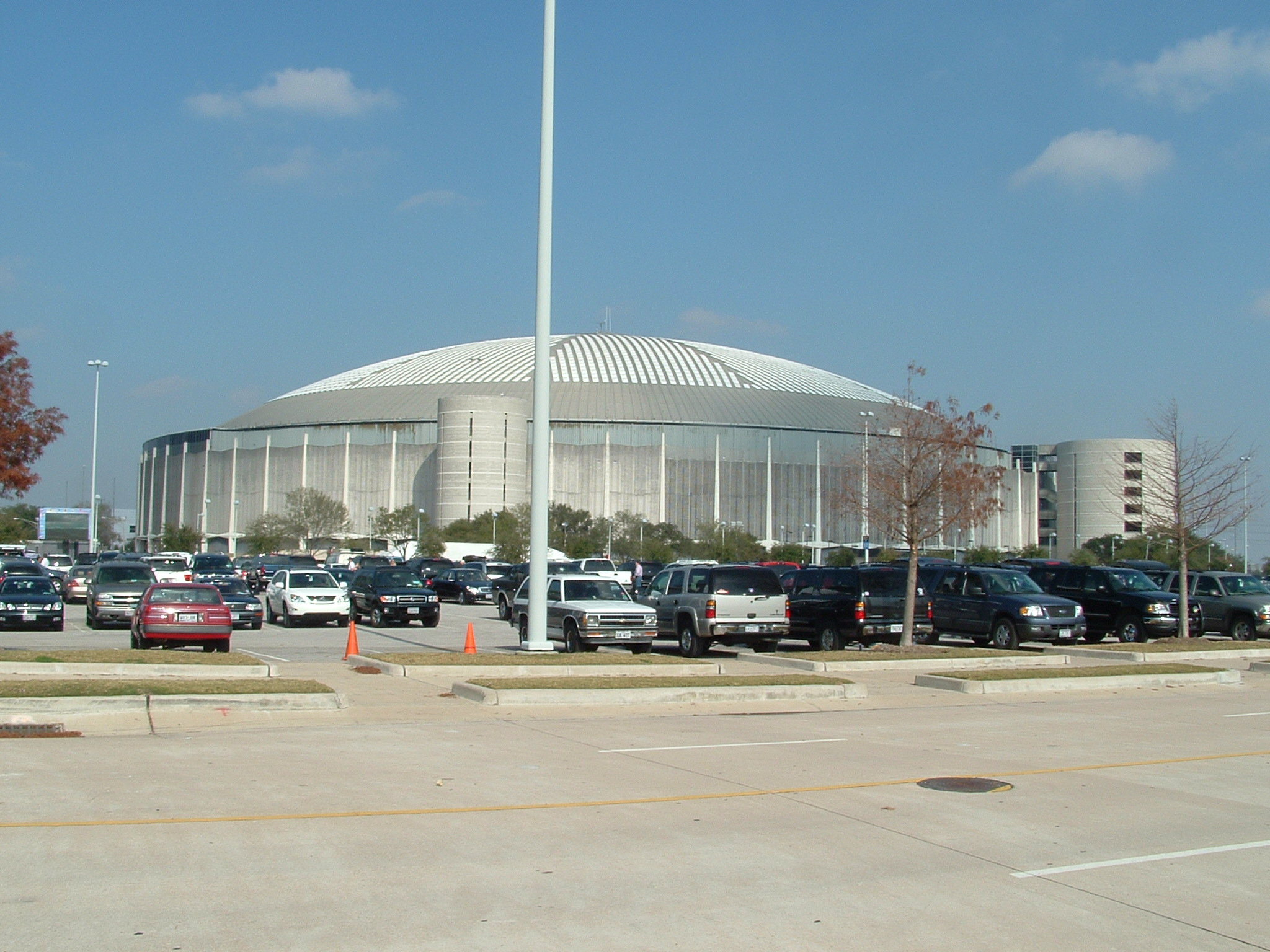
Buitenzijde van de Astrodome.

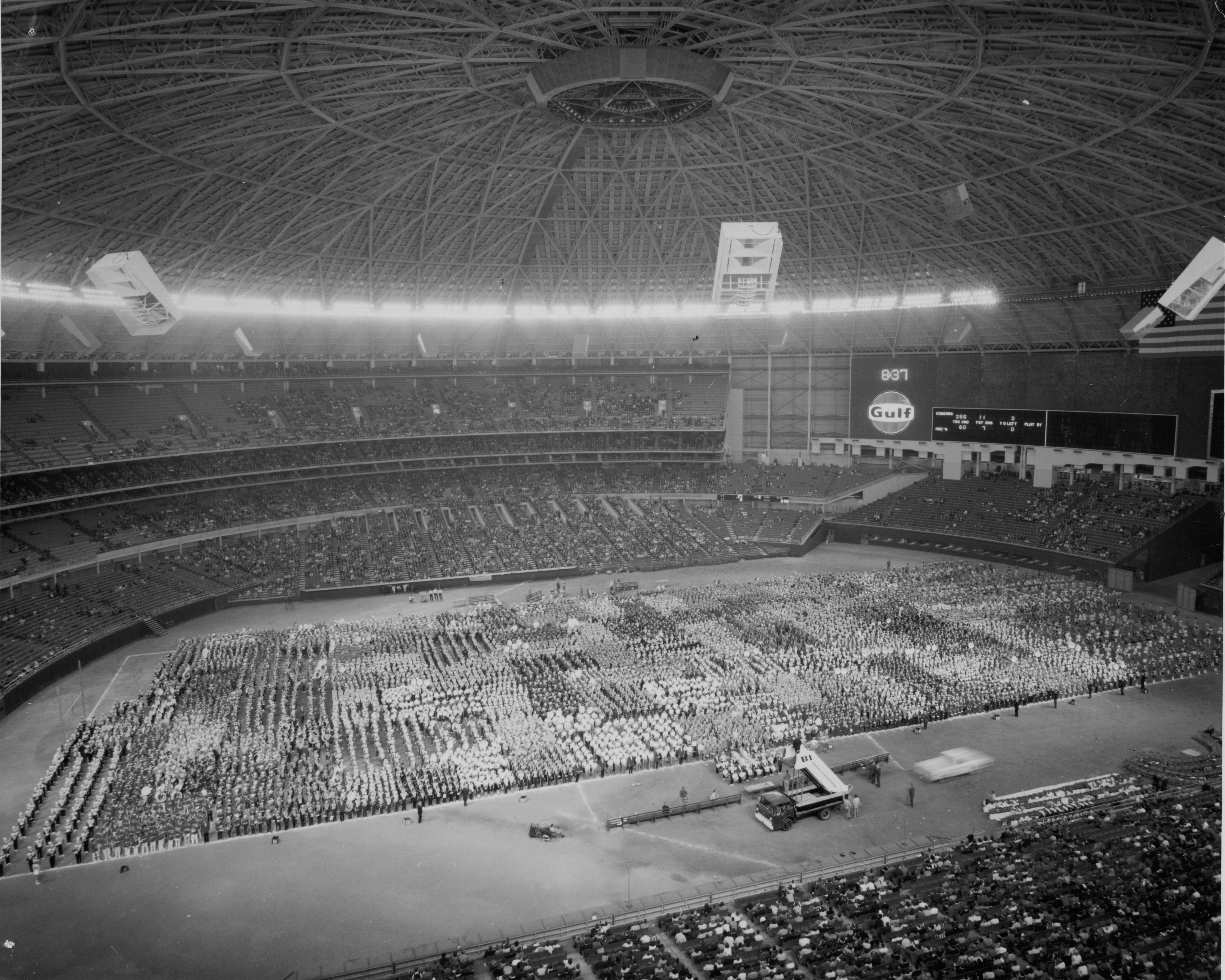
Binnenzijde van de Astrodome.

De Reliant Astrodome, ook wel Houston Astrodome of kortweg Astrodome genoemd, is een stadion in de Amerikaanse stad Houston.
De accommodatie werd in 1965 geopend, met als grote bijzonderheid dat dit het eerste overkoepelde sportstadion ter wereld was. De koepel van het stadion heeft een diameter van 216 meter en geeft maximaal 63 meter vrije ruimte boven het speelveld. Het aantal zitplaatsen varieerde, mede afhankelijk van de sportactiviteit, tussen de 42.217 en 62.439 zitplaatsen. Wegens problemen met het binnenklimaat had het stadion vanaf het begin een slechte grasmat. Daarom werd er in 1966 kunstgras gelegd, destijds een novum.
Na lange leegstand werd in 2013 overwogen de Astrodome te slopen. Een referendum over een plan om het stadion te verbouwen tot congrescentrum werd afgewezen.